# Stilles Tal, Elmstein
Stilles Tal este un sat mic care aparține de comuna Elmstein din districtul Bad Dürkheim, landul Renania-Palatinat, Germania. Satul se află situat central în regiunea Pfälzerwald la sud de Elmstein. Stilles Tal este amplasat la altitudinea de 300 m deasupra n.m. pe valea Grobsbach, la poalele muntelui Birkenkopf (456 m).

## Istoric
Localitatea este amintită pentru prima oară în anul 1795, sub numele de "Hornesselswieserhof". În localitate se află un motel ce poartă mumele de "Zum Stillen Tal".